# Дјеца из сусједства
Дјеца из сусједства је југословенски телевизијски филм из 1968. године. Режирао га је Даниел Марушић, а сценарио је писао Бењо Мејер Велак.

## Улоге
| Глумац           | Улога |
| ---------------- | ----- |
| Ервина Драгман   |       |
| Иво Фици         |       |
| Ана Херцигоња    |       |
| Златко Мадунић   |       |
| Лела Маргитић    |       |
| Крешимир Зидарић |       |